# Contea di Qinshui
La contea di Qinshui (沁水县S, Qìnshuǐ XiànP) è una contea della Cina, situata nella provincia dello Shanxi e amministrata dalla prefettura di Jincheng.